# 735 TCN
735 TCN là một năm trong lịch La Mã.